# ジョアン・ピニェイロ
ジョアン・ペドロ・ダ・シルバ・ピニェイロ（João Pedro da Silva Pinheiro、1988年1月4日 - ）はポルトガル・ブラガ出身のサッカー審判員。主にプリメイラ・リーガを担当するほか、2016年からは国際サッカー連盟 (FIFA) に国際審判員として登録されている。

## 来歴
2015年にプリメイラ・リーガ（ポルトガル1部）での審判活動を開始。初担当は2015年9月20日のアカデミカ対ボアヴィスタの試合。2016には国際サッカー連盟 (FIFA) に国際審判員として登録される。フル代表による最初の国際試合担当は2019年3月23日に行われたブラジル対パナマの試合。同年にはエジプト（エジプト・プレミアリーグ）とサウジアラビア（サウジ・プロフェッショナルリーグ）からの招聘を受けて試合を担当している。
2019年1月26日、ポルトガルのリーグカップであるタッサ・ダ・リーガ決勝・ポルト対スポルティングCPの試合を裁いた。
2022年2月11日、プリメイラ・リーガで行われたポルト対スポルティングCPの試合を担当。この試合でピニェイロはスポルティングのDFセバスティアン・コアテスに2枚のイエローカードを提示して退場処分とし、この試合の結果が最終的にポルトのシーズン優勝を左右することになり、以後もスポルティングに不利な判定が複数生じているとスポルティングサポーターの批判の的となっている。